# Luigi Ferri (vescovo)
Luigi Ferri (Fano, 10 agosto 1868 – Fano, 30 gennaio 1952) è stato un vescovo cattolico italiano.

## Biografia
Nacque a Fano, nelle Marche, e il 14 giugno 1891 fu ordinato presbitero. Il 27 novembre 1911, all'età di 43 anni, fu eletto vescovo di Montalto e ricevette la consacrazione episcopale il 14 gennaio 1912. Il 18 dicembre 1924, essendo rimasta vacante la sede vescovile di Ripatransone, papa Pio XI lo elesse vescovo anche di tale sede, con una bolla che univa le due diocesi in persona episcopi. Prese possesso della nuova sede il 31 maggio 1925, facendovi ingresso il 5 luglio seguente.
Fu promotore di associazioni eucaristiche, di cinque congressi eucaristici diocesani e dell'adorazione permanente del santissimo sacramento presso le monache clarisse di Montalto delle Marche e presso il santuario dei padri sacramentini di San Benedetto del Tronto. Si ispirò alla spiritualità e alle opere di san Pierre-Julien Eymard, fondatore della Congregazione del Santissimo Sacramento, e per la sua devozione eucaristica fu definito il "vescovo dell'eucaristia": già da giovane sacerdote seppe trasfondere il fascino della presenza di Cristo nell'eucaristia.
Per il congresso eucaristico diocesano del 1932, scrisse: "Parlare di Gesù presente nell'Eucaristia, o meglio, far parlare Gesù medesimo: ecco il fine del nostro Congresso; mettere ogni fedele a contatto con Lui, ravvivargli la fede, aprirgli il cuore, perché Egli lo purifichi, lo conforti, lo benedica". Si adoperò con grande impegno perché ci fosse anche nella sua diocesi, e in particolare nella città di San Benedetto del Tronto, una sede della congregazione con un santuario dell'adorazione. Amò la povertà e visse nel distacco delle cose materiali; si spese per accogliere le centinaia di sfollati durante la seconda guerra mondiale, aprendo i due seminari e l'episcopio di Montalto delle Marche e ospitò le suore giuseppine nella propria abitazione di Ripatransone.
Si ritirò dagli incarichi il 17 maggio 1946 e fu eletto vescovo titolare di Liviade. Morì a Fano, la sua città natale, il 30 gennaio 1952. Le sue spoglie mortali vennero riportate a San Benedetto del Tronto il 7 settembre 1955. Riposano nel santuario dell'adorazione dei padri sacramentini, accanto all'altare del Santissimo Sacramento.

## Genealogia episcopale e successione apostolica
La genealogia episcopale è:
- Cardinale Scipione Rebiba
- Cardinale Giulio Antonio Santori
- Cardinale Girolamo Bernerio, O.P.
- Arcivescovo Galeazzo Sanvitale
- Cardinale Ludovico Ludovisi
- Cardinale Luigi Caetani
- Cardinale Ulderico Carpegna
- Cardinale Paluzzo Paluzzi Altieri degli Albertoni
- Papa Benedetto XIII
- Papa Benedetto XIV
- Papa Clemente XIII
- Cardinale Marcantonio Colonna
- Cardinale Giacinto Sigismondo Gerdil, B.
- Cardinale Giulio Maria della Somaglia
- Cardinale Carlo Odescalchi, S.I.
- Cardinale Costantino Patrizi Naro
- Cardinale Lucido Maria Parocchi
- Vescovo Vincenzo Franceschini
- Vescovo Luigi Ferri

La successione apostolica è:
- Vescovo Stanislao Amilcare Battistelli, C.P. (1932)